# Mittelmühle (Reuth bei Erbendorf)

Mittelmühle, 1922

Mittelmühle, 1999

Mittelmühle ist ein Gemeindeteil von Reuth bei Erbendorf im Oberpfälzer Landkreis Tirschenreuth in Bayern und liegt zwischen dem Naturpark Steinwald, dem Waldnaabtal und dem Muckental/Stiftland.

## Lage
Die Einöde grenzt unmittelbar an den Krummennaaber Ortsteil Thumsenreuth an. Nahe der Mittelmühle fließt der Grenzbach in den Heinbach, welcher wiederum ein Zufluss der Fichtelnaab ist.

## Geschichte
Die Mittelmühle wurde erstmals im Jahre 1409 in einem Lehenbrief von Pfalzgraf Johann dem Amberger urkundlich erwähnt. Im Jahre 1720 kam sie durch Heirat in den Besitz der Familie Lang, deren Nachkommen noch bis Anfang des 21. Jahrhunderts auf der Mittelmühle wohnten. Verschiedene Generationen erweiterten die Mittelmühle nach und nach, so dass aus einem eher kleinen Anwesen eines der größten Gehöfte der Gegend wurde. Neben der Mühle betrieb man auch Landwirtschaft. Um 1780 wurde der Weiher angelegt, vor allem, um das Wasser für die Mühle besser regulieren zu können. 1858 errichtete Michael Lang neben der Mühle ein Sägewerk. Die Konzession hierzu hatte er erst nach jahrelangem Rechtsstreit erhalten. Von Michael Langs Leibesfülle rührt der Hausname „Mühldick“ her, der noch gebräuchlich ist. 1865, nach der Zertrümmerung des Hammergutes Erlhammer, erwarb Michael Lang eine kleine Kapelle, die er an der Mittelmühle wieder errichten ließ. Zwischen 1965 und 1972 wurden das Sägewerk, die Mühle und der Bauernhof stillgelegt. Im Jahre 1973 bauten die vorherigen Besitzer die Mühle zu einer kleinen Pension mit 23 Betten um, mit dem Schwerpunkt Familien- und Angelurlaub. Bis zum Ende der 1990er Jahre gab es eine kleine Pferdezucht mit einem Reiterurlaubs-Angebot.
Seit 2020 wird die Mittelmühle von den neuen Eigentümern nach der Renovierung als Yoga-Retreat- und Seminarhaus genutzt. 